# Ceraclea riparia
Ceraclea riparia är en nattsländeart som först beskrevs av Willem Albarda 1874.
Ceraclea riparia ingår i släktet Ceraclea och familjen långhornssländor. Inga underarter finns listade i Catalogue of Life.